# Кшикоси (Поморське воєводство)
Кшикоси (пол. Krzykosy, нім. Kröxen) — село в Польщі, у гміні Ґардея Квідзинського повіту Поморського воєводства.
Населення — 335 осіб (2011).
У 1975-1998 роках село належало до Ельблонзького воєводства.

## Демографія
Демографічна структура станом на 31 березня 2011 року:
|          | Загалом | Допрацездатний вік | Працездатний вік | Постпрацездатний вік |
| -------- | ------- | ------------------ | ---------------- | -------------------- |
| Чоловіки | 157     | 41                 | 105              | 11                   |
| Жінки    | 178     | 44                 | 104              | 30                   |
| Разом    | 335     | 85                 | 209              | 41                   |